# Tobias epicadoides
Tobias epicadoides är en spindelart som beskrevs av Cândido Firmino de Mello-Leitão 1944. 
Tobias epicadoides ingår i släktet Tobias och familjen krabbspindlar. Inga underarter finns listade i Catalogue of Life.